# Ozark (Misuri)
Ozark es una ciudad ubicada en el condado de Christian, Misuri, Estados Unidos. Según el censo de 2020, tiene una población de 21 284 habitantes.

## Geografía
La ciudad está ubicada en las coordenadas 37°2′1″N 93°13′5″O / 37.03361, -93.21806 (37.0336, -93.218044). Según la Oficina del Censo de los Estados Unidos, Ozark tiene una superficie total de 31.64 km², de la cual 31.46 km² corresponden a tierra firme y 0.18 km² es agua.

## Demografía
Según el censo de 2020, hay 21 284 personas residiendo en Ozark. La densidad de población es de 676,54 hab./km². El 88.86% de los habitantes son blancos, el 0.92% son afroamericanos, el 0.58% son amerindios, el 0.58% son asiáticos, el 0.09% son isleños del Pacífico, el 1.30% son de otras razas y el 7.67% son de una mezcla de razas. Del total de la población, el 4.38% son hispanos o latinos de cualquier raza.